# Sainte-Gemme-la-Plaine
Sainte-Gemme-la-Plaine ist eine westfranzösische Gemeinde mit 2074 Einwohnern (Stand: 1. Januar 2022) im Département Vendée in der Region Pays de la Loire. Sainte-Gemme-la-Plaine gehört zum Arrondissement Fontenay-le-Comte und zum Kanton Luçon.

## Lage
Sainte-Gemme-la-Plaine liegt etwa 36 Kilometer nördlich von La Rochelle in der Landschaft der Vendée. Umgeben wird Sainte-Gemme-la-Plaine von den Nachbargemeinden Saint-Jean-d’Hermine im Norden, Saint-Aubin-la-Plaine im Nordosten, Nalliers im Osten, Moreilles im Süden, Luçon im Westen sowie Corpe im Nordwesten.
Durch die Gemeinde führt die frühere Route nationale 137 (heutige D137 und Europastraße 3).

## Bevölkerungsentwicklung
| Jahr      | 1962 | 1968 | 1975 | 1982 | 1990 | 1999 | 2006 | 2012 |
| Einwohner | 1361 | 1283 | 1170 | 1235 | 1350 | 1574 | 1795 | 2012 |

## Sehenswürdigkeiten

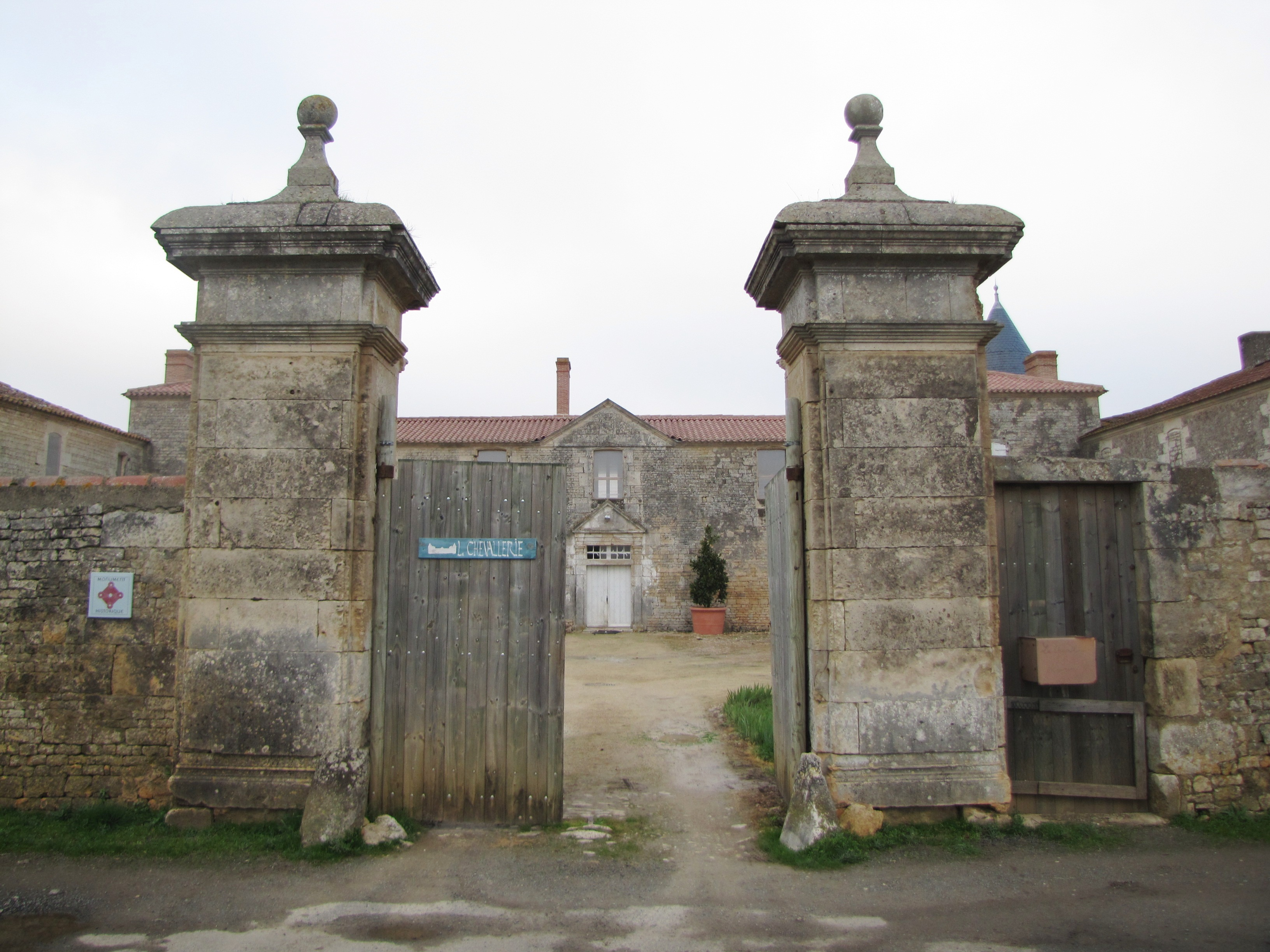
Château de la Chevallerie

Siehe auch: Liste der Monuments historiques in Sainte-Gemme-la-Plaine
- Kirche Sainte-Gemme aus dem 15. Jahrhundert, im 20. Jahrhundert restauriert (Monument historique)
- Burg der Ritter (Château de la Chevallerie), frühere Tempelritterburg, heutiger Bau aus dem 18. Jahrhundert, Monument historique seit 1989

## Persönlichkeiten
- Henri Lancelot du Voisin de La Popelinière (1541–1608), Adeliger, protestantischer Militär, Schriftsteller und Historiker